# 24 juillet 1912
Le mercredi 24 juillet 1912 est le 206e jour de l'année 1912.

## Naissances
- Arturo Acebal Idígoras (mort le 25 décembre 1977), peintre, sculpteur et céramiste espagnol d'origine argentine
- Edward Ullman (mort en 1976), géographe et professeur de géographie américain
- Hugh S. Fowler (mort le 2 août 1975), monteur américain
- Jacques Ménager (mort le 13 mars 1998), archevêque de Reims
- Louis Brives (mort le 9 mars 2006), personnalité politique française

## Décès
- André Castelin (né le 5 juillet 1858), homme politique français
- Michel Mielvacque de Lacour (né le 29 mai 1854), personnalité politique française
- Philippe-Émile Jullien (né le 10 juillet 1845), personnalité politique française

## Événements
- Création du musée de l'Officier à Guer (Morbihan)